# Prissé-la-Charrière
Prissé-la-Charrière è un comune francese di 614 abitanti situato nel dipartimento delle Deux-Sèvres nella regione della Nuova Aquitania.

## Società

### Evoluzione demografica
Abitanti censiti